# 설온중학교
설온중학교(雪溫中學校)는 대한민국 강원특별자치도 속초시 노학동에 있는 공립 중학교이다.

## 학교 연혁
- 1971년 1월 16일 : 설악여자중학교 설립인가
- 1974년 1월 11일 : 제1회 졸업식 (110명)
- 1995년 12월 28일 : 신축 교사로 이전
- 2000년 10월 14일 : 급식소 준공
- 2008년 12월 1일 : 다목적실(체육관) 준공
- 2010년 10월 22일 : 강원행복+학교 선정
- 2011년 12월 26일 : 별관 세미나실 완공
- 2012년 2월 28일 : 급식소 재준공
- 2019년 3월 1일 : 설온중학교 교명 변경(남녀공학 전환)
- 2021년 9월 1일 : 제19대 함택윤 교장 부임
- 2025년 1월 6일 : 제52회 졸업식(166명) 총 졸업생 수(15,077명)
- 2025년 3월 4일 : 입학식(192명)

## 참고 자료
- 설온중학교 - 한국교육학술정보원 학교알리미